# Наводнение в Лос Анджелис (1938)
Наводнението в Лос Анджелис от 1938 г. започва на 27 февруари, когато необичайно големи количества дъжд се изливат върху територията на Лос Анджелис, дължащи се на разразилата се буря в Тихия океан.
Непрестанните 3-дневни дъждове водят до излизането на река Лос Анджелис от коритото ѝ, при което загиват поне 115 души и са унищожени 5601 къщи. Пораженията от наводнението спомагат за бързото приемане на Закона за контрол на наводненията от 1941 г. Законът изисква изграждането на отводнителни канали на територията на Лос Анджелис, за да се предотвратят подобни последици при бъдещи наводнения.